# 渡井奏斗
渡井奏斗（日语：／ Watai Kanato，2月18日—）是一名日本男性聲優，栃木縣出身，AXL ONE所屬。

## 簡歷
受到森川智之在湯姆·克魯斯主演的《不可能的任務》系列中的配音所吸引，成為他立志成為聲優的契機。
2017年4月1日成為AXL ONE的準所屬成員。

## 人物
音域為lowB到mid2G。
擁有的資格有書法毛筆準四段、劍道初段、普通汽車駕照。興趣是觀賞足球比賽、蒐集足球資訊。特技是模仿驢子的叫聲、模仿企鵝的叫聲。

## 演出作品
※粗體字為主要角色。

### 電視動畫
2017年
- 獨占我的英雄（不良〈貝斯特〉）
- 龍族拼圖X（領地）

2018年
- 龍族拼圖X（領地龍喚士、SDF隊員）
- 閃躍吧！星光☆頻道（路人）

2019年
- 觸地騎士（橄欖球部員）

2021年
- 持續狩獵史萊姆三百年，不知不覺就練到LV MAX（光頭A）
- 海賊王女（不良衛兵、水兵）
- 異世界食堂2（商人）

2022年
- 食鏽末世錄（兔臉）
- Platinum End（警備員）
- 綻放的阿爾斯諾特利亞 吸!（部下）
- 被勇者隊伍開除的馭獸使，邂逅了最強種的貓耳少女（冒險者E、私兵D）
- 名偵探柯南（銀行員）

2023年
- 阿魯斯的巨獸（基里斯[5]）
- 間諜教室
- 境界服務（境界兵）
- 獻祭公主與獸王（家臣C）
- 哥布林殺手II（高級怪獸、至高神神官）
- 鴨乃橋論的禁忌推理（警官）

2024年
- 哆啦A夢（青年）
- 我內心的糟糕念頭 第2期（副監督）
- 非自願的不死冒險者（達利歐）
- 佐佐木與文鳥小嗶（局員）
- 恰如細語般的戀歌（體育教師）
- 關於我轉生變成史萊姆這檔事 第3期（店番）
- 擅長逃跑的殿下
- 一兆＄遊戲（資料庫工程師）

2025年
- S級怪獸《貝希摩斯》被誤認成小貓，成為精靈女孩的騎士（寵物）一起生活（狼人、冒險者）
- GACHIAKUTA（不起眼男）

### 劇場版動畫
2017年
- 劇場版 黑執事 Book of the Atlantic

2021年
- 電影 再見了，我的克拉默 First Touch（Chant）

### 遊戲
2017年
- 卡拉邦 CARAVAN STORIES

2019年
- 初音島4（日下尚純）

2020年
- 刀劍神域 彼岸遊境

2021年
- 初音島4 Fortunate Departures（日下尚純[6]）

2022年
- 魔法使之夜

2023年
- 永久少年 Side Project -Twilight Spica-（男性PA[7]）

## 外部連結
- 渡井 奏斗｜タレント｜アクセルワン
- Kanato Watai - TMDb